# Supercopa d'Europa de futbol 1979
La Supercopa d'Europa de futbol 1979 va ser l'edició de la Supercopa d'Europa de l'any 1979. Va enfrontar, a doble partit, el campió de la Copa d'Europa 1978-79, el Nottingham Forest, i el campió de la Recopa 1978-79, el FC Barcelona. El Nottingham Forest va guanyar amb un marcador global de 2 a 1.

## Partits

### Anada
| Nottingham Forest | 1 – 0  | FC Barcelona |
| ----------------- | ------ | ------------ |
| George 9'         | Report |              |

| GK           |  | Peter Shilton  |
| DF           |  | Viv Anderson   |
| DF           |  | Frank Gray     |
| MF           |  | Martin O'Neill |
| DF           |  | Larry Lloyd    |
| DF           |  | Kenny Burns    |
| FW           |  | Trevor Francis |
| MF           |  | Ian Bowyer     |
| FW           |  | Garry Birtles  |
| FW           |  | Charlie George |
| MF           |  | John Robertson |
| Entrenador:  |  |                |
| Brian Clough |  |                |

|                |  |                    |  |     |
|                |  |                    |  |     |
| GK             |  | Pedro Artola       |  |     |
| DF             |  | Rafael Zuviria     |  |     |
| DF             |  | Migueli            |  |     |
| DF             |  | Antonio Olmo       |  |     |
| DF             |  | Adjutorio Serrat   |  |     |
| MF             |  | Quique Costas      |  |     |
| MF             |  | Juan Manuel Asensi |  |     |
| MF             |  | Jesús Landáburu    |  |     |
| MF             |  | Julián Rubio       |  |     |
| FW             |  | Allan Simonsen     |  | 88' |
| FW             |  | Roberto Dinamite   |  | 86' |
| Substitucions: |  |                    |  |     |
| FW             |  | Lobo Carrasco      |  | 86' |
| FW             |  | Esteban Vigo       |  | 88' |
| Entrenador:    |  |                    |  |     |
| Joaquim Rifé   |  |                    |  |     |

### Tornada
| FC Barcelona       | 1 – 1  | Nottingham Forest |
| ------------------ | ------ | ----------------- |
| Roberto 25' (pen.) | Report | Burns 42'         |

| GK             |  | Pedro Artola       |  |       |
| DF             |  | Joan Josep Estella |  |       |
| DF             |  | Migueli            |  |       |
| DF             |  | Antonio Olmo       |  |       |
| DF             |  | Adjutori Serrat    |  | Surt  |
| MF             |  | Tente Sánchez      |  |       |
| MF             |  | Juan Manuel Asensi |  |       |
| MF             |  | Julián Rubio       |  |       |
| MF             |  | Allan Simonsen     |  |       |
| FW             |  | Roberto Dinamite   |  |       |
| FW             |  | Lobo Carrasco      |  |       |
| Substitucions: |  |                    |  |       |
| FW             |  | Esteban Vigo       |  | Entra |
| Entrenador:    |  |                    |  |       |
| Joaquim Rifé   |  |                    |  |       |

| GK             |  | Peter Shilton  |  |       |
| DF             |  | Viv Anderson   |  |       |
| DF             |  | Frank Gray     |  |       |
| MF             |  | John McGovern  |  |       |
| DF             |  | Larry Lloyd    |  |       |
| DF             |  | Kenny Burns    |  |       |
| MF             |  | Stan Bowles    |  |       |
| MF             |  | Trevor Francis |  | Surt  |
| FW             |  | Garry Birtles  |  |       |
| FW             |  | Charlie George |  |       |
| MF             |  | John Robertson |  |       |
| Substitucions: |  |                |  |       |
| MF             |  | Martin O'Neill |  | Entra |
| MF             |  | Ian Bowyer     |  |       |
| DF             |  | David Needham  |  |       |
| MF             |  | John O'Hare    |  |       |
| Entrenador:    |  |                |  |       |
| Brian Clough   |  |                |  |       |

| Supercopa d'Europa 1979        |
| ------------------------------ |
| Anglaterra                     |
| Nottingham Forest Primer títol |